# David Simons (jurist)
David Simons (Den Haag, 3 november 1860 - Utrecht, 3 september 1930) was een Nederlands jurist. Hij was als hoogleraar in het strafrecht, strafvordering en criminologie verbonden aan de Universiteit Utrecht.

## Biografie
David Simons werd geboren op 3 november 1860 in Den Haag als zoon van de winkelier Mozes Simons en Kaatje de Sterk. Hij volgde onderwijs aan het gymnasium aldaar. In 1879 begon hij aan zijn studie rechten aan de Universiteit Leiden. Hij promoveerde aldaar in 1883 onder Henri van der Hoeven op het proefschrift De vrijheid van de drukpers in verband met het wetboek van strafrecht. Met dit proefschrift als inzending ontving hij een gouden medaille voor een door de Universiteit Leiden uitgegeven prijsvraag. Na zijn wetenschappelijke promotie ging hij aan de slag als advocaat en procureur in Amsterdam. In 1888 trouwde hij met Marianna Wilhelmina van Raalte en datzelfde jaar werd zijn dochter Estella Carolina Simons geboren. Later kregen ze een zoon.
Zijn benoeming tot hoogleraar "het strafrecht, de strafvordering" aan de Universiteit Utrecht volgde in 1897. Datzelfde jaar aanvaardde hij zijn ambt met de rede De verdediging in het strafproces. Tijdens het collegejaar 1910-1911 vervulde hij de functie van rector magnificus. Gedurende het jaar 1913 werd hij benoemd tot Ridder in de Orde van de Nederlandse Leeuw. In 1923 wijzigde zijn leeropdracht naar "het strafrecht, de criminologie, de strafvordering." Zijn emeritaat volgde in 1927, toen hem wegens ziekte eervol ontslag verleend werd.
Gedurende zijn carrière is hij betrokken geweest bij meerdere tijdschriften. Zo was hij van 1888 tot 1902 redacteur bij Het Paleis van Justitie en van 1890 tot 1929 redacteur bij Themis. Vanaf 1890 tot aan zijn overlijden in 1930 was hij een van de redacteuren van het Tijdschrift voor Strafrecht.
Simons overleed na een ziekbed in zijn woonplaats Utrecht op 3 september 1930.

## Gedachtegoed
David Simons was een van de belangrijkste strafjuristen uit zijn tijd. Een van zijn standpunten was dat men geen straf zonder schuld behoort te krijgen. Dit standpunt leidde er onder andere toe dat hij in 1916 afwijzend tegenover de leer van het materiële feit stond. Ook was hij de mening toegedaan dat straf niet als vergeldingsmiddel hoort te dienen, maar een preventieve werking moet hebben zodat andere potentiële daders hetzelfde soort daad niet herhalen. Daarnaast geloofde hij niet dat er in de zedelijke zin een mate van opzet of schuld vastgesteld kon worden.
Hij zette zich in voor de uitbreiding van rechten van verdachten binnen het strafproces. Ook vond hij de vrijheid van het individu belangrijk. Een vraag waar hij veel mee bezig was is of een strafoplegging gerechtvaardigd is wanneer gebleken is dat het gedrag van een persoon gevaarlijk is voor de gemeenschap zonder dat hij schuldig was.
Hij nam zitting in een staatscommissie die zich toelegde op het ontwerpen van een nieuw wetboek van strafvordering. In 1913 werd het concept waarin Simons de nodige van zijn denkbeelden had kunnen verwerken aangeboden aan de betrokken minister. Dit concept is in 1926 in haast ongewijzigde vorm doorgevoerd als het huidige Nederlandse Wetboek van Strafvordering.
Zijn denkbeelden vatte hij samen in het werk Problemen van het strafrecht, dat in 1929 uitgegeven werd.

## Publicaties (selectie)
- De vrijheid van drukpers in verband met het Wetboek van Strafrecht. Den Haag, 1883
- De verdediging in het strafproces. Haarlem, 1897
- Leerboek van het Nederlandsche Strafrecht. Groningen 1904
- Een woord tot afscheid. Den Haag, 1928
- Problemen van het strafrecht. Amsterdam, 1929